# 膀胱豆
膀胱豆（学名：Colutea delavayi）为豆科鱼鳔槐属下的一个种。

## 扩展阅读
- 維基物種上的相關：膀胱豆